# المراشده، دیر الزور
المراشده (به عربی: المراشدة) یک منطقهٔ مسکونی در سوریه است که در استان دیر الزور واقع شده‌است. المراشده ۴٬۳۴۶ نفر جمعیت دارد.